# Cathbad
En la mitología celta e irlandesa, Cathbad es el primer druida del Reino de Úlster, muy reputado como profeta, y también un guerrero cuyo nombre significa "matador en combate". Su leyenda se cuenta en el Ciclo del Úlster.
Está desposado con la reina Ness, y sus hijos son el rey Conchobar mac Nessa y Findchoem, esposa de Amergin). Cathbad es también padre de los druidas Genann Gruadhsolus e Imrinn y abuelo del héroe Cúchulainn, del que es tutor. Cuando Setanta alcanza la edad de cinco años, lo rebautiza como Cúchulainn.
Mientras estaban en guerra Cathbad asesinó a los doce tutores de Ness, la sorprendió desnuda a punto de bañarse y en represalia robó sus vestidos y armas. Cathbad le aseguró que no perdería la vida si aceptaba tres condiciones: la paz, la amistad y el matrimonio. El matrimonio sería provisional. Cathbad profetizó que la hermosa y desdichada Deirdre provocaría la destrucción del Úlster, y que su pequeño hijo Cúchulainn tendría una existencia gloriosa, aunque breve.
En la narración Táin Bó Cúailnge ("Robo de las vacas de Cooley"), provoca la muerte del emisario Sualtam, que ha hablado sin permiso, pues según un geis o tabú, «nadie habla ante el rey y el rey no habla ante su druida».
- Datos: Q1050841